# The Monks
The Monks (Monks, the monks; англ. монахи) — гаражный рок-коллектив, состоявший из солдат армии США с военной базы в Западной Германии.

## История
Первоначально музыканты называли себя The 5 Torquays и исполняли стандартный для любительских рок-ансамблей материал (кавер-версии известных рок-н-ролльных и бит -песен, выдержанные в той же стилистике композиции собственного сочинения), но со временем они сменили название и имидж и стали заниматься значительно более радикальной и оригинальной музыкой — в наше время их записи нередко называются в числе самых ранних образцов прото-панка.
По завершении военной службы они осели в Гамбурге и вскоре начали давать регулярные концерты в клубах вроде «Star Club» или «Top Ten» (где за несколько лет до того начинали свою карьеру The Beatles) как The Monks; с подачи своих знакомых Вальтера Ниеманна, студента Школы Искусств в Эссене, и Карла Реми, обучавшегося в университете на курсах дизайна, они привели свой внешний вид в соответствие с новым названием — обрили по-монашески головы, облачились в черное, надели на шеи петли.
Исполнявшийся ими музыкальный материал был столь же нестандартен, как и их внешность — «Монахи» создавали нарочито «примитивные», минималистичные композиции, главенствующее место в которых занимала не мелодия, а ритм; соло-гитарист Гэри Бёргер экспериментировал с фидбэком, абсолютно своеобразное звучание придавали музыке самодельное банджо Дэйва Дея и органные пассажи Ларри Кларка.
Реакция публики на их выступления была смешанной; имели место неприятные инциденты — так, однажды кто-то из зрителей едва не задушил Гэри Бёргера «за богохульство». Тем не менее, на какое-то время музыканты сумели привлечь внимание критиков и даже записали альбом под названием «Black Monk Time»; вскоре, однако, коллектив прекратил своё существование, а музыкальное наследие The Monks было надолго забыто.
Заново открыли их лишь в 80-е-90-е; теперь критики сравнивали их с The Velvet Underground и The Fugs, известный музыкант и автор книг и статей о рок-музыке Джулиан Коуп назвал «Black Monk Time» «забытым шедевром» («the lost classic») и объявил, что никто до них не записывал настолько безумных вещей («no-one ever came up with a whole album of such dementia»). В числе поклонников коллектива называли себя Джон Спенсер (Pussy Galore, John Spenser Blues Explosion), Марк Э. Смит (The Fall), записавший несколько каверов на их песни, Джелло Биафра (Dead Kennedys), Джек Уайт из White Stripes.
В 2006 году вышел трибьют-альбом The Monks «Silver Monk Time», ставший саундтреком к документальному фильму о «Монахах» под названием «Monks: The Transatlantic Feedback»; в записи поучаствовали Faust, The Raincoats, Mouse on Mars, The Gossip, Silver Apples, Джон Спенсер, Алан Вега из Suicide, и, кроме того, сам Гэри Бёргер, за несколько лет до этого давший несколько концертов с вновь воссоединившимися The Monks и записавший с ними live-альбом.

## Состав
- Гэри Бёргер (ум. 2014)[1] — гитара, вокал
- Ларри Кларк — орган, вокал
- Дэйв Дэй (ум. 2008) — банджо, вокал
- Эдди Шоу — бас-гитара, вокал
- Роджер Джонстон (ум. 2004) — ударные, вокал

## Дискография

### Альбомы

#### Студийные
- Black Monk Time (1966)

#### Коллекции демозаписей
- Five Upstart Americans (1999)
- Demo Tapes 1965 (2007)
- The Early Years 1964—1965 (2009)

#### Концертные
- Let’s Start a Beat — Live From Cavestomp (2000)

### Синглы
- «There She Walks» b/w «Boys are Boys» (as The 5 Torquays) (1964, self published; переиздан в 2006, Munster Records)
- «Complication» b/w «Oh, How To Do Now» (1966, Polydor; переиздан 2009, Play Loud! Productions)
- «I Can’t Get Over You» b/w «Cuckoo» (1966, Polydor)
- «Love Can Tame The Wild» b/w «He Went Down To The Sea» (1967, Polydor)
- «Pretty Suzanne» b/w «Monk Time» (2009, Red Lounge Records)

### Трибьют-альбомы
- Silver Monk Time — a tribute to the monks (2006)

## Интересные факты
- Одна из композиций группы, "Boys Are Boys And Girls Are Choice", была использована в рекламном ролике компании Apple "Битва стикерами".